# Pays d'Aunis
 (juillet 2025).
Motif : Sans sources secondaires.
- Archive Wikiwix
- Bing
- Cairn
- DuckDuckGo
- E. Universalis
- Gallica
- Google
- G. Books
- G. News
- G. Scholar
- Persée
- Qwant
- (zh) Baidu
- (ru) Yandex
- (wd) trouver des œuvres sur Wikidata

| 1. | Préciser le motif de la pose du bandeau. | Précisez le motif de la pose du bandeau en utilisant la syntaxe suivante : {{admissibilité à vérifier\|date=juillet 2025\|motif=remplacez ce texte par le motif}}                 |
| 2. | Informer les utilisateurs concernés.     | Pensez à avertir le créateur de l'article, par exemple, en insérant le code ci-dessous sur sa page de discussion : {{subst:avertissement admissibilité à vérifier\|Pays d'Aunis}} |

Le Pays d'Aunis était une structure de regroupement de collectivités locales françaises, située dans le département de la Charente-Maritime et la région Nouvelle-Aquitaine. Son président élu en 2014 est Joël Dulphy, adjoint au maire de Saint-Georges-du-Bois.

## Description
En 1994 est créé un syndicat mixte du pays d'accueil touristique de l'Aunis. Le syndicat évolue en pays le 10 juillet 1996 et concerne alors 52 communes. En mars 2003 est créé un conseil de développement du pays.
Le syndicat mixte est dissout le 1er décembre 2016.

## Données géographiques
- Superficie: 13,68 % du département de la Charente-Maritime.

- Population: 10,19 % du département de la Charente-Maritime en 2006.
- Évolution annuelle de la population (entre 1990 et 1999)[2]: +0,76 % (+0,61 % pour le département).
- Évolution annuelle de la population (entre 1999 et 2006): +2,43 % (Charente-Maritime : +1,07 %).

- 4 cantons concernés : Canton d'Aigrefeuille-d'Aunis, Canton de Courçon, canton de Surgères, et Canton de Marans.

- 47 communes dont :
- 6 villes de plus de 2 000 Habitants : Surgères, Aigrefeuille-d'Aunis, Charron, La Jarrie, Marans et Saint-Jean-de-Liversay.
- Pas de ville de plus de 15 000 Habitants.

- Densité de population (2006) : 65 hab/km2 (Charente-Maritime : 87 hab/km2)

## Communes membres
Il regroupe en 2014 deux communautés de communes qui sont :
- la communauté de communes Aunis Atlantique
- la communauté de communes Aunis Sud

## Pour approfondir